# Liste der denkmalgeschützten Objekte in Treffen am Ossiacher See
Die Liste der denkmalgeschützten Objekte in Treffen am Ossiacher See enthält die 16 denkmalgeschützten, unbeweglichen Objekte der Gemeinde Treffen am Ossiacher See.

## Denkmäler
| Foto |                 | Denkmal                                                                                       | Standort                                              | Beschreibung | Metadaten |
| ---- | --------------- | --------------------------------------------------------------------------------------------- | ----------------------------------------------------- | --- | --- |
| ja   | Datei hochladen | Kath. Pfarrkirche hl. Lambert HERIS-ID: 53506 Objekt-ID: 61480                                | Buchholz Standort KG: Buchholz                        | Die kleine Kirche ist ein gotischer Bau mit eingezogenem Chor mit 5/8-Schluss, mit gemauertem Dachreiter, und mit bemerkenswertem Portal zur sterngratgewölbten Sakristei. Die Stuckdecke im Langhaus ist ebenso wie die Einrichtung (Hauptaltar mit Opfergangsportalen von Johann Pacher, linker Seitenaltar, Kanzel) barock. | BDA-Hist.: Q1412774 Status: § 2a Stand der BDA-Liste: 2025-06-30 Name: Kath. Pfarrkirche hl. Lambert GstNr.: .21 Filialkirche Buchholz                                                        |
| ja   | Datei hochladen | Haus Kolig HERIS-ID: 205393seit 2021                                                          | Deutschberg 70 Standort KG: Ossiachberg               | Das Haus wurde 1977 von Manfred Kovatsch für den Künstler Cornelius Kolig erbaut. Es ist eine Holzkonstruktion an einem Steilhang, deren Schauseite sich dem Tal zuwendet. | BDA-Hist.: Q107625782 Status: Bescheid Stand der BDA-Liste: 2025-06-30 Name: Haus Kolig GstNr.: 249/2                                                                                         |
| ja   | Datei hochladen | Sonnenobservatorium – Turm 2 und Turm 3 – äußere Erscheinung HERIS-ID: 53909 Objekt-ID: 62000 | Gerlitzengipfel Standort KG: Ossiachberg              | Unmittelbar neben dem Observatoriumsgebäude auf der Kanzelhöhe wurde 1943 der Refraktorturm Turm 2 (Lage) fertiggestellt. Auf dem Gerlitzengipfel wurde 1943 mit dem Bau von Turm 3 (Lage), der für einen Koronographen gedacht war, begonnen; der zu Kriegsende unfertige Turm, der zur Hälfte auf dem Gebiet der Gemeinde Arriach liegt, wurde von der Royal Air Force zu einer Funkstation ausgebaut. | BDA-Hist.: Q64764964 Status: Bescheid Stand der BDA-Liste: 2025-06-30 Name: Sonnenobservatorium – Turm 2 und Turm 3 – äußere Erscheinung GstNr.: 483/29; 466/2; 464/13 Kanzelhöhe Observatory |
| ja   | Datei hochladen | Sonnenvilla HERIS-ID: 53910 Objekt-ID: 62001                                                  | Kanzelhöhe 15 Standort KG: Ossiachberg                | Das Gebäude wurde 1933 vom Ehepaar Josef und Flora Kumpf-Grecco als Sporthotel mit 20 Betten in zwölf Zimmern und einer für die damalige Zeit modernen und großzügigen Ausstattung errichtet. Ab 1939 nutzte die deutsche Luftwaffe das Haus als Erholungsheim („Fliegerheim“), ab 1945 nutzten es die britischen Besatzungstruppen („Shamrockvilla“). 1954 erwarb die Republik Österreich das Gebäude, das seither für Personal und Besucher des Observatoriums genutzt wird und seit 1981 unter Denkmalschutz steht. | BDA-Hist.: Q38059034 Status: Bescheid Stand der BDA-Liste: 2025-06-30 Name: Sonnenvilla GstNr.: .90 Sonnenvilla, Treffen                                                                      |
| ja   | Datei hochladen | Aufnahmsgebäude Annenheim und Fußgängersteg HERIS-ID: 53395 Objekt-ID: 61347                  | bei Seeuferstraße 18 Standort KG: Sattendorf          | Das Aufnahmsgebäude wurde 1869, nach anderen Angaben im letzten Viertel des 19. Jahrhunderts errichtet. Es ist ein ebenerdiger Fachwerkbau mit geputzten Fachfeldern, einer typischen Giebelverbretterung und einem Satteldach. Der Fußgängersteg (Lage) wurde als Nietenkonstruktion errichtet und war der letzte seiner Art an der Rudolfsbahn. Er sollte 2015 saniert werden, musste aber bereits Anfang Dezember 2014 gesperrt werden, da Gefahr im Verzug herrschte. Der Steg wurde noch im Dezember 2014 abgetragen. | BDA-Hist.: Q131303375 Status: Bescheid Stand der BDA-Liste: 2025-06-30 Name: Aufnahmsgebäude Annenheim und Fußgängersteg GstNr.: 525/1 Aufnahmsgebäude Bahnhof Annenheim                      |
| ja   | Datei hochladen | Ehem. Landhaus Fuhrmann HERIS-ID: 205382seit 2022                                             | Seeweg 75 Standort KG: Sattendorf                     | | BDA-Hist.: Q112961069 Status: Bescheid Stand der BDA-Liste: 2025-06-30 Name: Ehem. Landhaus Fuhrmann GstNr.: .124 Landhaus Fuhrmann                                                           |
| ja   | Datei hochladen | Grenzstein, Urbaner Stöckl HERIS-ID: 46595 Objekt-ID: 48709                                   | Ossiacher See Straße 2 Standort KG: Sattendorf        | Der Grenzstein aus Landskroner Granit wurde in der zweiten Hälfte des 16. Jahrhunderts errichtet. Die monolithische Steinsäule mit dreiseitigem Tabernakel markierte die Grenzen zwischen drei Gerichten: den Landgerichten Landskron, Himmelberg sowie dem Burgfried von Ossiach. Der Name Urbani-Stöckl deutet auf den früher hier betriebenen Weinbau hin: Urbanus ist Patron der Winzer. | BDA-Hist.: Q38022784 Status: Bescheid Stand der BDA-Liste: 2025-06-30 Name: Grenzstein, Urbaner Stöckl GstNr.: 1/5 Urbaner Stöckl                                                             |
| ja   | Datei hochladen | Kath. Pfarrkirche hl. Bartlmä HERIS-ID: 54575 Objekt-ID: 62890                                | Sattendorf Standort KG: Sattendorf                    | Die kleine Kirche mit Vorhallenturm und kreuzgratgewölbtem Chor, für die 1784 ein Umbau belegt ist, beinhaltet eine volkskundlich bemerkenswerte Ausstattung: Ausmalung, Hochaltar, Seitenaltar und Heiligenfiguren auf Konsolen stammen alle vom Ende des 18. Jahrhunderts. | BDA-Hist.: Q1683008 Status: § 2a Stand der BDA-Liste: 2025-06-30 Name: Kath. Pfarrkirche hl. Bartlmä GstNr.: .39 Pfarrkirche Heiliger Bartholomäus in Sattendorf                              |
| ja   | Datei hochladen | Ehem. Boots- und Badehaus Villa Seeblick HERIS-ID: 46185 Objekt-ID: 47896                     | Annenheim, Seeuferstraße 67 Standort KG: Sattendorf   | Das repräsentative, reich gegliederte Boots- und Badehaus mit seeseitig offenem Untergeschoß wurde 1896 von Karl Brandl errichtet. | BDA-Hist.: Q38019740 Status: Bescheid Stand der BDA-Liste: 2025-06-30 Name: Ehem. Boots- und Badehaus Villa Seeblick GstNr.: .102/3                                                           |
| ja   | Datei hochladen | Sonnenobservatorium – Altbau mit Turm 1 – äußere Erscheinung HERIS-ID: 36040 Objekt-ID: 34893 | Kanzelhöhe 19 Standort KG: Treffen                    | Das vom Architekten Diez Brandi entworfene Observatoriumgebäude mit Turmteleskop wurde 1941 bis 1943 unter wissenschaftlicher Leitung Karl-Otto Kiepenheuers aus vor Ort gewonnenem Bruchstein errichtet. | BDA-Hist.: Q64764963 Status: Bescheid Stand der BDA-Liste: 2025-06-30 Name: Sonnenobservatorium – Altbau mit Turm 1- äußere Erscheinung GstNr.: 1357/3                                        |
| ja   | Datei hochladen | Rathaus/Gemeindeamt HERIS-ID: 55002 Objekt-ID: 63469                                          | Treffen, Marktplatz 2 Standort KG: Treffen            | Das Gemeindeamt befindet sich im ehemaligen Hoferhaus, einem zweigeschoßigen Bau zumindest aus dem 16. Jahrhundert mit einer Fassade aus der Mitte des 18. Jahrhunderts. An dieser Stelle befand sich im 9. Jahrhundert ein karolingischer Königshof. | BDA-Hist.: Q38063250 Status: § 2a Stand der BDA-Liste: 2025-06-30 Name: Rathaus/Gemeindeamt GstNr.: 647/1 Marktgemeindeamt Treffen am Ossiacher See                                           |
| ja   | Datei hochladen | Schloss Treffen HERIS-ID: 36041 Objekt-ID: 34894                                              | Treffen, Schloßstraße 16 Standort KG: Treffen         | Schloss Treffen (auch Grottenegg genannt) wurde 1691 als dreigeschoßiger siebenachsiger Bau im Stil oberitalienischer Paläste erbaut. Bemerkenswert sind die barocken Stuckdecken. | BDA-Hist.: Q37968611 Status: Bescheid Stand der BDA-Liste: 2025-06-30 Name: Schloss Treffen GstNr.: .49                                                                                       |
| ja   | Datei hochladen | Wegkapelle HERIS-ID: 65284 Objekt-ID: 78107                                                   | bei Pöllingerstraße 2 Standort KG: Treffen            | Barocker Bildstock aus dem 18. Jahrhundert mit Statue des heiligen Johannes Nepomuk | BDA-Hist.: Q38109893 Status: § 2a Stand der BDA-Liste: 2025-06-30 Name: Wegkapelle GstNr.: 1300/2 Nepomuk-Kapelle, Treffen                                                                    |
| ja   | Datei hochladen | Kath. Pfarrkirche hl. Maximilian und Friedhof HERIS-ID: 55004 Objekt-ID: 63472                | Standort KG: Treffen                                  | Langhausmauern und Turmfundament der ehemaligen romanischen Wehrkirche stammen aus dem 12. Jahrhundert, im 13. Jahrhundert wurde das Langhaus verlängert und der Turm auf 5 Geschoße erhöht. Aus dem 15. Jahrhundert stammen der gotische Chor sowie der Kapellenanbau südlich des Langhauses mit bemerkenswerter Ölbergszene (bezeichnet 1497). Das Deckengemälde im Langhaus entstand Ende des 17. Jahrhunderts, als das Gewölbe wegen Erdbebenschäden erneuert wurde. Zur Einrichtung gehören Hochaltar und Seitenaltäre (einheitlich von Anfang des 19. Jahrhunderts) sowie bemerkenswerte frühklassizistisch gerahmte Ölgemälde. An und in der Kirche befinden sich einige römerzeitliche Steine und einige Wappengrabplatten. | BDA-Hist.: Q2083263 Status: § 2a Stand der BDA-Liste: 2025-06-30 Name: Kath. Pfarrkirche hl. Maximilian und Friedhof GstNr.: .1 Pfarrkirche Treffen                                           |
| ja   | Datei hochladen | Evangelisches Bethaus HERIS-ID: 55234 Objekt-ID: 63808                                        | Einöde, Bethausweg 2 Standort KG: Winklern            | Das evangelische Toleranzbethaus in der Äußeren Einöde wurde zwischen 1783 und 1786 errichtet. Es handelt sich um einen rechteckigen Saalbau mit einfacher Pilastergliederung, Rundbogenfenstern und einem seitlichen Rundbogenportal. An der Vorderseite befinden sich zwei Geschoße mit Wohnräumen. Auf Stützen ruhende Holzemporen (um 1900) umlaufen drei Seiten des Saales, an dessen Stirnwand sich ein einfacher Kanzelaltar befindet. Mit der Renovierung des Jahres 1996 wurde das spätbarocke Architekturdekor wiederhergestellt. Das heutige Aussehen des Toleranzbethauses entspricht mit der rekonstruierten Farbigkeit des auslaufenden 18. Jhs. wieder dem der Erbauungszeit.                                        | BDA-Hist.: Q2439224 Status: § 2a Stand der BDA-Liste: 2025-06-30 Name: Evangelisches Bethaus GstNr.: .66/1 Toleranzbethaus Treffen-Einöde                                                     |
| ja   | Datei hochladen | Burgruine Alt-Treffen HERIS-ID: 58001 Objekt-ID: 68390                                        | südöstlich Schloßbauer Straße 8 Standort KG: Winklern | Die im 12. Jahrhundert erbaute und nach Zerstörung in den Ungarnkriegen Ende des 15. Jahrhunderts wiederaufgebaute und erweiterte Burg verfällt seit Ende des 17. Jahrhunderts. Von der weitläufigen Anlage (> 5000 m²) sind noch einige bis zu 8 Meter hohe Mauerreste erhalten. | BDA-Hist.: Q4998719 Status: Bescheid Stand der BDA-Liste: 2025-06-30 Name: Burgruine Alt-Treffen GstNr.: .4 Burg Treffen                                                                      |